# Epiphragma vicinum
Epiphragma vicinum är en tvåvingeart som beskrevs av Enrico Adelelmo Brunetti 1918. Epiphragma vicinum ingår i släktet Epiphragma och familjen småharkrankar. Inga underarter finns listade i Catalogue of Life.